# Kanton Luxemburg
Het kanton Luxemburg (Luxemburgs: Kanton Lëtzebuerg) bestaat uit het kanton Luxemburg Land en Luxemburg Stad. Het kanton ligt in het zuiden van het Groothertogdom Luxemburg en heeft net als het kanton Mersch geen grenzen met de omringende landen. In het noorden grenst het kanton aan de kantons Mersch en Grevenmacher, in het oosten aan het kanton Remich, in het zuiden aan het kanton Esch-sur-Alzette en in het westen aan het kanton Capellen.

## Onderverdeling
Het kanton Luxemburg-Land omvat 11 gemeenten.
1. Bertrange
2. Contern
3. Hesperange
4. Luxemburg
5. Niederanven
6. Sandweiler
7. Schuttrange
8. Steinsel
9. Strassen
10. Walferdange
11. Weiler-la-Tour

Capellen · Clervaux · Diekirch · Echternach · Esch-sur-Alzette · Grevenmacher · Luxemburg · Mersch · Redange · Remich · Vianden · Wiltz

 Europa · Luxemburg · Kantons · Gemeenten 